# Critèrium del Dauphiné Libéré 2005
El Critèrium del Dauphiné Libéré 2005, 57a edició del Critèrium del Dauphiné Libéré, és una cursa ciclista per etapes que es disputà entre el 5 al 12 de juny de 2005. La cursa formava part del calendari UCI ProTour 2005.
El vencedor final fou el basc Íñigo Landaluze (Euskaltel–Euskadi), que fou acompanyat al podi pel colombià Santiago Botero (Phonak) i l'estatunidenc Levi Leipheimer (Gerolsteiner). En les classificacions secundàries l'equip Discovery Channel fou el guanyador de la classificació per equips, José Iván Gutiérrez (Caisse d'Épargne-Illes Balears) guanyava la muntanya, Lance Armstrong (Discovery Channel) els punts, i Christophe Moreau es feien amb la classificació de la combinada.

## Equips participants
Hi participaven els 20 equips ProTour més l'equip AG2R Prévoyance que tenia una wild-card
| N.      | Cod. | Equip                          |
| ------- | ---- | ------------------------------ |
| 1-8     | DSC  | Discovery Channel              |
| 11-17   | TMO  | T-Mobile Team                  |
| 21-28   | C.A  | Crédit Agricole                |
| 31-38   | IBA  | Illes Balears-Caisse d'Epargne |
| 41-48   | FDJ  | Française des Jeux             |
| 51-58   | PHO  | Phonak Hearing Systems         |
| 61-68   | CSC  | Team CSC                       |
| 71-78   | GST  | Gerolsteiner                   |
| 81-88   | QSI  | Quick Step-Innergetic          |
| 91-98   | LSW  | Liberty Seguros-Würth          |
| 101-108 | RAB  | Rabobank                       |

| N.      | Cod. | Equip                   |
| ------- | ---- | ----------------------- |
| 111-118 | COF  | Cofidis                 |
| 121-128 | FAS  | Fassa Bortolo           |
| 131-138 | BTL  | Bouygues Télécom        |
| 141-148 | LIQ  | Liquigas-Bianchi        |
| 151-158 | DVL  | Davitamon-Lotto         |
| 161-167 | LAM  | Lampre-Caffita          |
| 171-177 | SDV  | Saunier Duval-Prodir    |
| 181-186 | EUS  | Euskaltel-Euskadi       |
| 191-198 | SDM  | Domina Vacanze-De Nardi |
| 201-208 | A2R  | AG2R Prévoyance         |

## Etapes
| Etapa | Data       | Recorregut                          | Km   | Vencedor d'etapa          | Líder de la general   |
| ----- | ---------- | ----------------------------------- | ---- | ------------------------- | --------------------- |
| Prol. | 5 de juny  | Aix-les-Bains - Aix-les-Bains (CRI) | 7,9  | George Hincapie (EUA)     | George Hincapie (EUA) |
| 1ª    | 6 de juny  | Aix-les-Bains - Givors              | 224  | Thor Hushovd (NOR)        | George Hincapie (EUA) |
| 2ª    | 7 de juny  | Givors - Chauffailles               | 187  | Samuel Dumoulin (FRA)     | Samuel Dumoulin (FRA) |
| 3ª    | 8 de juny  | Roanne - Roanne (CRI)               | 46,5 | Santiago Botero (COL)     | Levi Leipheimer (EUA) |
| 4ª    | 9 de juny  | Tournon-sur-Rhône - Mont Ventoux    | 182  | Aleksandr Vinokúrov (KAZ) | Levi Leipheimer (EUA) |
| 5ª    | 10 de juny | Vaison-la-Romaine - Grenoble        | 219  | Axel Merckx (BEL)         | Íñigo Landaluze (ESP) |
| 6ª    | 11 de juny | Albertville - Morzine-Avoriaz       | 155  | Santiago Botero (COL)     | Íñigo Landaluze (ESP) |
| 7ª    | 12 de juny | Morzine-Avoriaz - Sallanches        | 128  | George Hincapie (EUA)     | Íñigo Landaluze (ESP) |

## Classificacions finals

### Classificació general
|     | Ciclista                   | Equip                          | Temps       |
| --- | -------------------------- | ------------------------------ | ----------- |
| 1.  | Íñigo Landaluze (ESP)      | Euskaltel-Euskadi              | 28h 24' 46" |
| 2.  | Santiago Botero (COL)      | Phonak                         | + 11"       |
| 3.  | Levi Leipheimer (EUA)      | Gerolsteiner                   | + 38"       |
| 4.  | Lance Armstrong (EUA)      | Discovery Channel              | + 59"       |
| 5.  | Aleksandr Vinokúrov (KAZ)  | T-Mobile Team                  | + 1' 02"    |
| 6.  | David Moncoutié (FRA)      | Cofidis                        | + 1' 56"    |
| 7.  | José Gómez Marchante (ESP) | Saunier Duval-Prodir           | + 3' 54"    |
| 8.  | Marzio Bruseghin (ITA)     | Fassa Bortolo                  | + 3' 58"    |
| 9.  | Andrei Kàixetxkin (KAZ)    | Crédit Agricole                | + 5' 04"    |
| 10. | Francisco Mancebo (ESP)    | Caisse d'Épargne-Illes Balears | + 6' 20"    |

|   | Ciclista              | Equip             | Punts |
| - | --------------------- | ----------------- | ----- |
| 1 | Lance Armstrong (EUA) | Discovery Channel | 63    |
| 2 | Santiago Botero (COL) | Phonak            | 62    |
| 3 | George Hincapie (EUA) | Discovery Channel | 59    |

|   | Ciclista                  | Equip            | Punts |
| - | ------------------------- | ---------------- | ----- |
| 1 | José Iván Gutiérrez (ESP) | Caisse d'Épargne | 96    |
| 2 | Sylvain Calzati (FRA)     | AG2R Prévoyance  | 67    |
| 3 | Massimo Giunti (ITA)      | Fassa Bortolo    | 62    |

### Classificació per equips
|   | Equip                | Temps       |
| - | -------------------- | ----------- |
| 1 | Discovery Channel    | 85h 30' 51" |
| 2 | Phonak               | + 6' 50"    |
| 3 | Saunier Duval-Prodir | + 11' 29"   |

## Evolució de les classificacions
| Etapa (Vencedor)              | Classificació general | Classificació de la muntanya | Classificació combinada | Classificació per punts | Classificació per equips |
| ----------------------------- | --------------------- | ---------------------------- | ----------------------- | ----------------------- | ------------------------ |
| Pròleg George Hincapie        | George Hincapie       | Alberto Contador             | -                       | George Hincapie         | Phonak                   |
| 1a etapa Thor Hushovd         | George Hincapie       | Francis Mourey               | George Hincapie         | George Hincapie         | ?                        |
| 2a etapa Samuel Dumoulin      | Samuel Dumoulin       | Frédéric Finot               | ?                       | Samuel Dumoulin         | AG2R Prévoyance          |
| 3a etapa Santiago Botero      | Levi Leipheimer       | Frédéric Finot               | Levi Leipheimer         | Samuel Dumoulin         | Phonak                   |
| 4a etapa Alexandre Vinokourov | Levi Leipheimer       | Alexandre Vinokourov         | ?                       | Levi Leipheimer         | Phonak                   |
| 5a etapa Axel Merckx          | Íñigo Landaluze       | Alexandre Vinokourov         | Axel Merckx             | Levi Leipheimer         | Phonak                   |
| 6a etapa Santiago Botero      | Íñigo Landaluze       | José Iván Gutiérrez          | Santiago Botero         | Santiago Botero         | Phonak                   |
| 7a etapa George Hincapie      | Íñigo Landaluze       | José Iván Gutiérrez          | Christophe Moreau       | Lance Armstrong         | Discovery Channel        |
| Classificacions finals        | Íñigo Landaluze       | José Iván Gutiérrez          | Christophe Moreau       | Lance Armstrong         | Discovery Channel        |